# Clay megye (Texas)
Clay megye az Amerikai Egyesült Államokban, azon belül Texas államban található. Megyeszékhelye és legnagyobb városa Henrietta. Lakosainak száma 10 218 fő (2020. április 1.). Clay megye Jefferson, Montague, Jack, Wichita, Archer és Cotton megyékkel határos.

## Népesség
A megye népességének változása:
| Lakosok száma | 10 735 | 10 678 | 10 537 | 10 473 | 10 360 | 10 421 | 10 218 |
|               | 2010   | 2011   | 2012   | 2013   | 2015   | 2017   | 2020   |